# فرد جي. ماير
فرد جي. ماير (بالإنجليزية: Fred G. Meyer)‏ هو رائد أعمال أمريكي، ولد في 21 فبراير 1886 في بروكلين في الولايات المتحدة، وتوفي في 2 سبتمبر 1978 في بورتلاند في الولايات المتحدة.